# 2077
Rok 2077 (MMLXXVII) gregoriánského kalendáře začne v pátek 1. ledna a skončí v pátek 31. prosince. 

## Fikce
Zde jsou uvedena některá díla, jejichž děj se odehrává (zcela nebo částečně) v roce 2077.

### Počítačové hry a videohry
- Cyberpunk 2077